# The Adventures of Buffalo Bill (film 1917)
The Adventures of Buffalo Bill è un film muto del 1917 prodotto dalla Essanay di Chicago. Il nome del regista non viene riportato nei credit.

## Produzione
Il film, girato con il titolo di lavorazione The Life of Buffalo Bill, fu prodotto dalla Essanay Film Manufacturing Company, utilizzando alcune riprese di The Indian Wars, una coproduzione Cody-Essanay del 1914.

## Distribuzione
Distribuito dalla K-E-S-E Service, il film uscì nelle sale cinematografiche statunitensi il 29 gennaio 1917.
Non si conoscono copie ancora esistenti della pellicola che viene considerata presumibilmente perduta.